# Mont-le-Vignoble
Mont-le-Vignoble ist eine französische Gemeinde mit 415 Einwohnern (Stand: 1. Januar 2022) im Département Meurthe-et-Moselle in der Region Grand Est (bis 2015 Lothringen). Sie gehört zum Arrondissement Toul sowie zum Kanton Toul. 

## Geographie
Mont-le-Vignoble liegt etwa 32 Kilometer westsüdwestlich von Nancy und etwa zehn Kilometer südsüdwestlich von Toul. Nachbargemeinden von Mont-le-Vignoble sind Charmes-la-Côte im Nordwesten und Norden, Toul im Nordosten, Gye im Osten sowie Blénod-lès-Toul im Süden und Westen.

## Bevölkerungsentwicklung
| Jahr                       | 1962 | 1968 | 1975 | 1982 | 1990 | 1999 | 2006 | 2019 |
| Einwohner                  | 258  | 260  | 208  | 260  | 360  | 358  | 416  | 413  |
| Quellen: Cassini und INSEE |      |      |      |      |      |      |      |      |

## Sehenswürdigkeiten
- Kirche Saint-Mansuy aus dem 18. Jahrhundert (Ausstattungsteile als Monuments historiques geschützt)

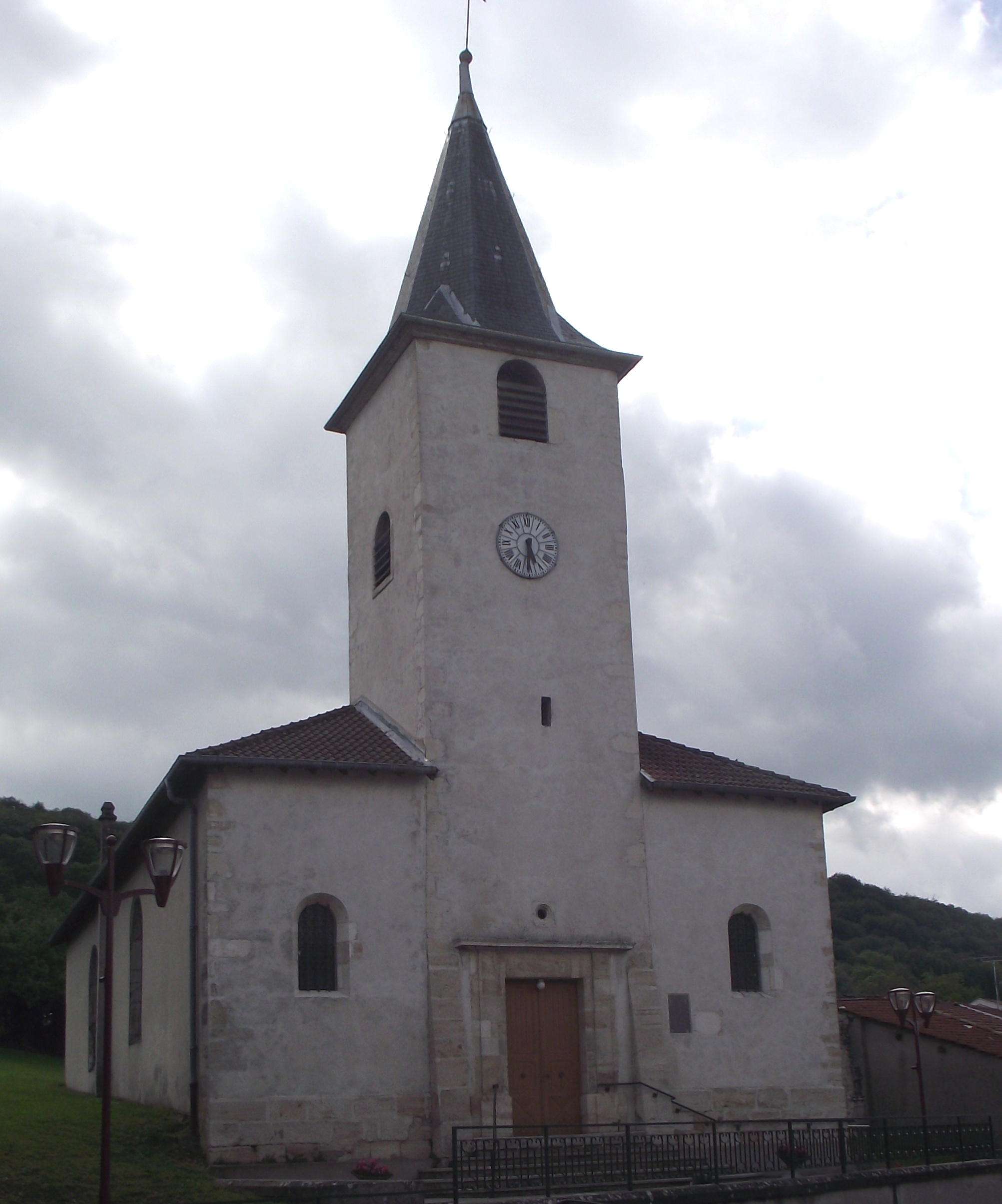
Kirche Saint-Mansuy